# Жукевьель
Жукевье́ль (фр. Jouqueviel, окс. Jocavièlh) — коммуна во Франции, находится в регионе Юг — Пиренеи. Департамент — Тарн. Входит в состав кантона Кармо-1 Ле-Сегала. Округ коммуны — Альби.
Код INSEE коммуны — 81110.

## География
Коммуна расположена приблизительно в 520 км к югу от Парижа, в 90 км северо-восточнее Тулузы, в 29 км к северу от Альби.
На севере коммуны протекает река Вьор.

## Климат
Климат умеренно-океанический. Зима мягкая и дождливая, лето жаркое с частыми грозами. Ветры довольно редки.

## Население
Население коммуны на 2010 год составляло 101 человек.
| 1962 | 1968 | 1975 | 1982 | 1990 | 1999 | 2010 |
| ---- | ---- | ---- | ---- | ---- | ---- | ---- |
| 234  | 192  | 158  | 147  | 119  | 105  | 101  |

## Администрация
| Период | Период | Фамилия           | Партия | Примечания |
| ------ | ------ | ----------------- | ------ | ---------- |
| 1943   | 1971   | Моиз Лакруа       |        |            |
| 1971   | 1977   | Ги Сезар          |        |            |
| 1977   | 2001   | Роже Марти        |        |            |
| 2001   | 2020   | Моник Касте-Дебар |        |            |

## Экономика
В 2007 году среди 54 человек в трудоспособном возрасте (15—64 лет) 25 были экономически активными, 29 — неактивными (показатель активности — 46,3 %, в 1999 году было 53,7 %). Из 25 активных работали 23 человека (16 мужчин и 7 женщин), безработных было 2 (1 мужчина и 1 женщина). Среди 29 неактивных 5 человек были учениками или студентами, 15 — пенсионерами, 9 были неактивными по другим причинам.

## Достопримечательности
- Церковь Нотр-Дам (XII век). Исторический памятник с 1978 года.[4]
- Замок Жукевьель (XIV век). Исторический памятник с 1927 года.[5]

## Фотогалерея

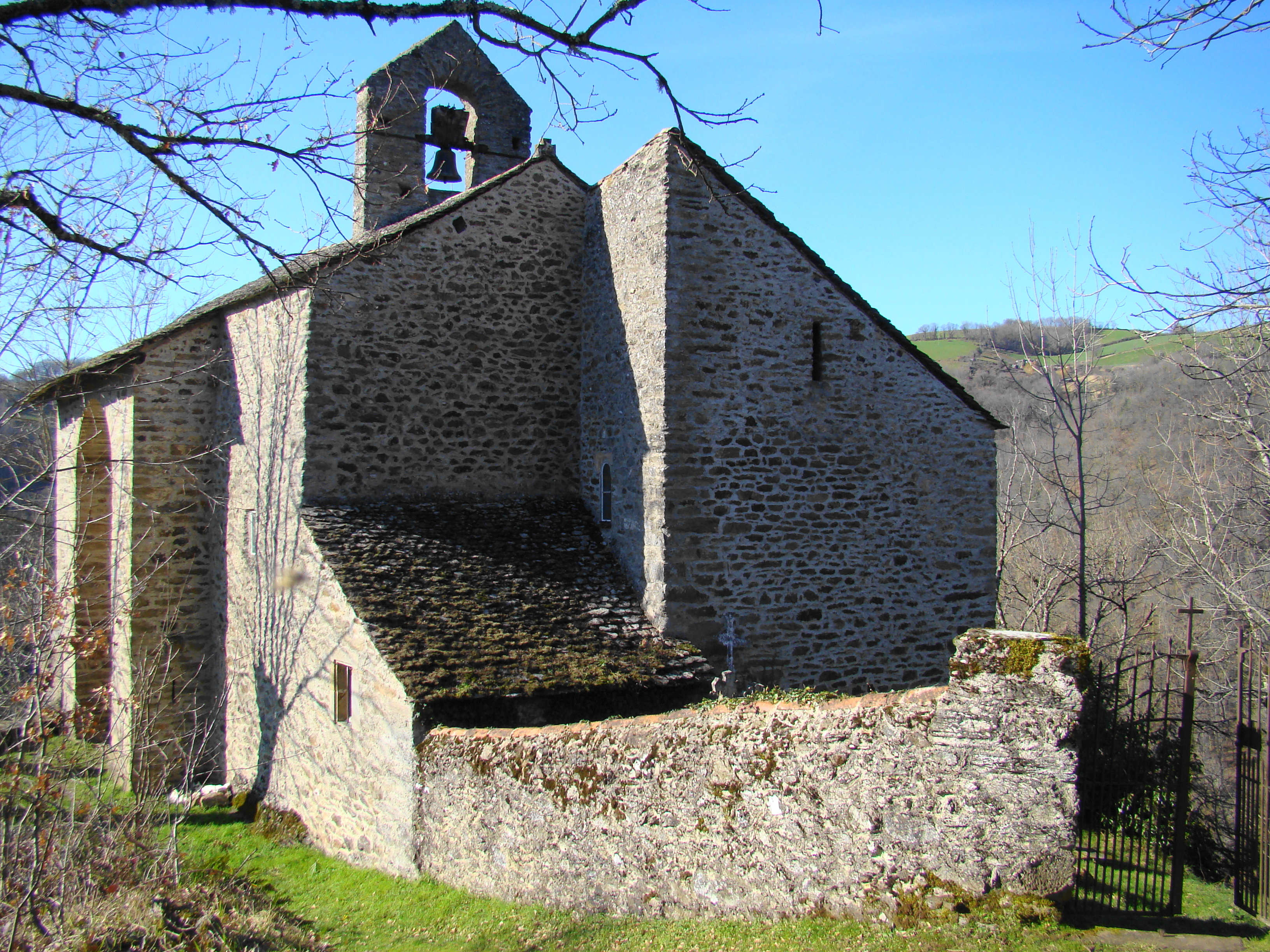
Церковь Нотр-Дам
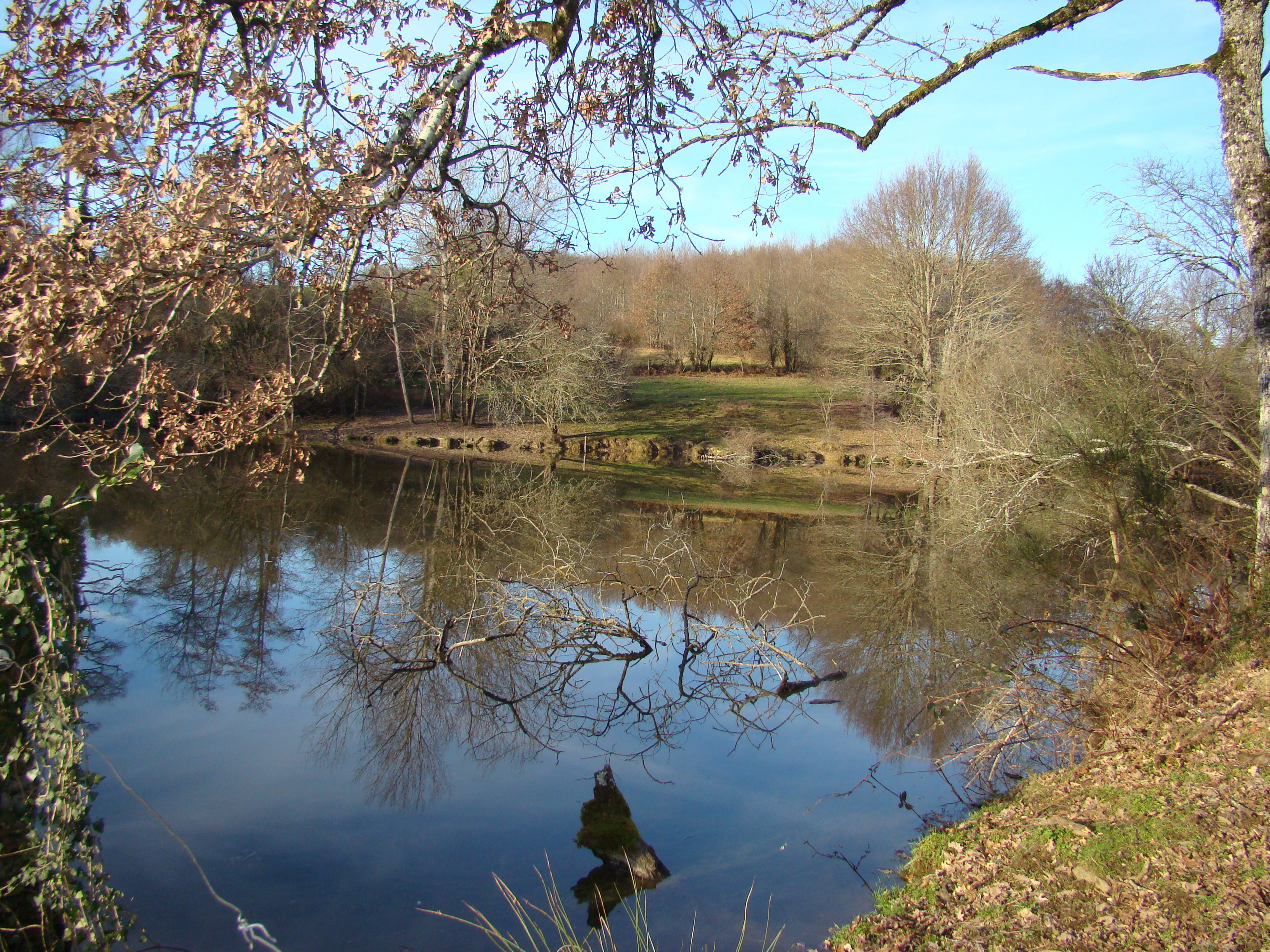
Озеро Сент-Алари
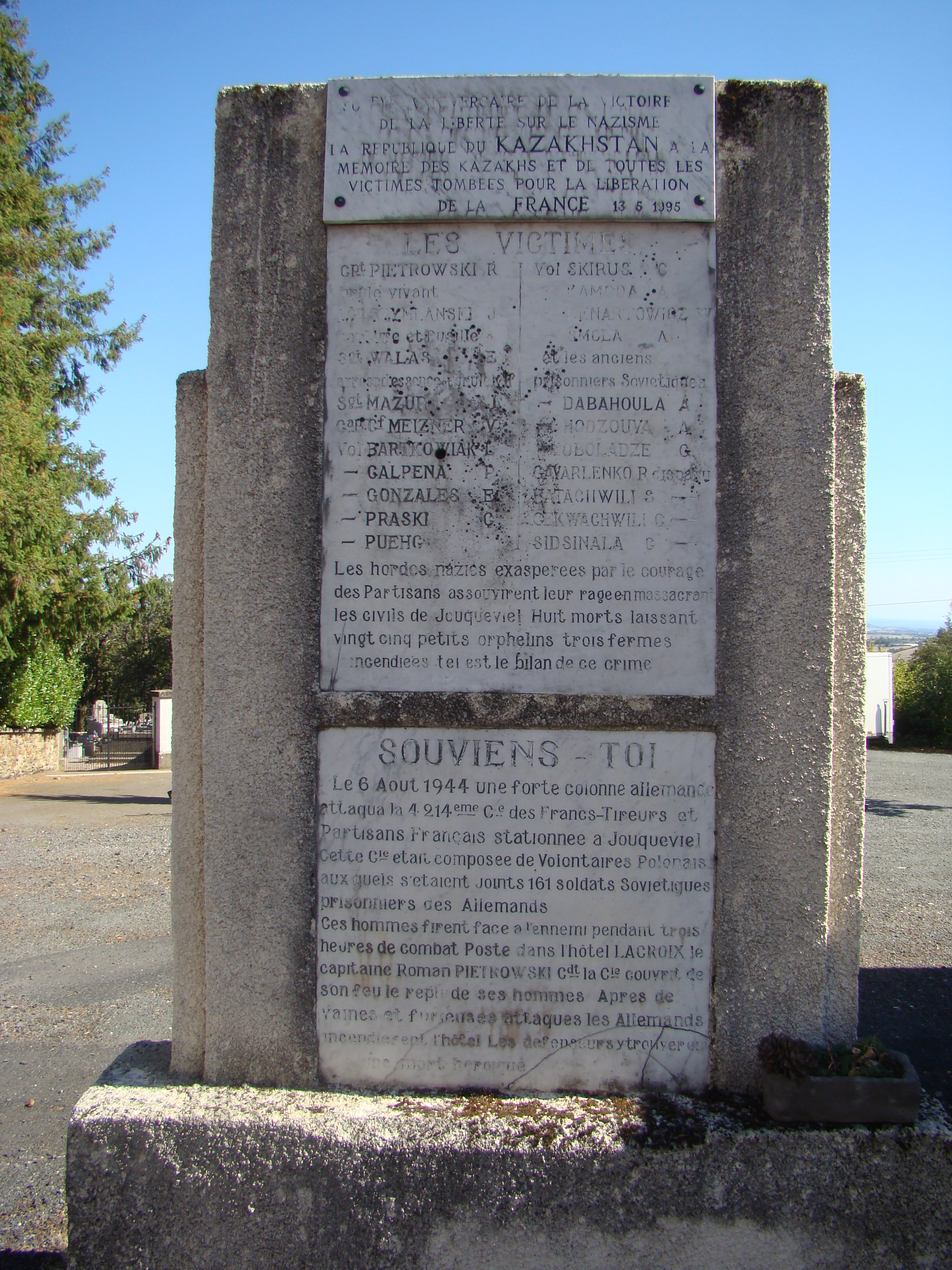
Памятник погибшим в бою 6 августа 1944
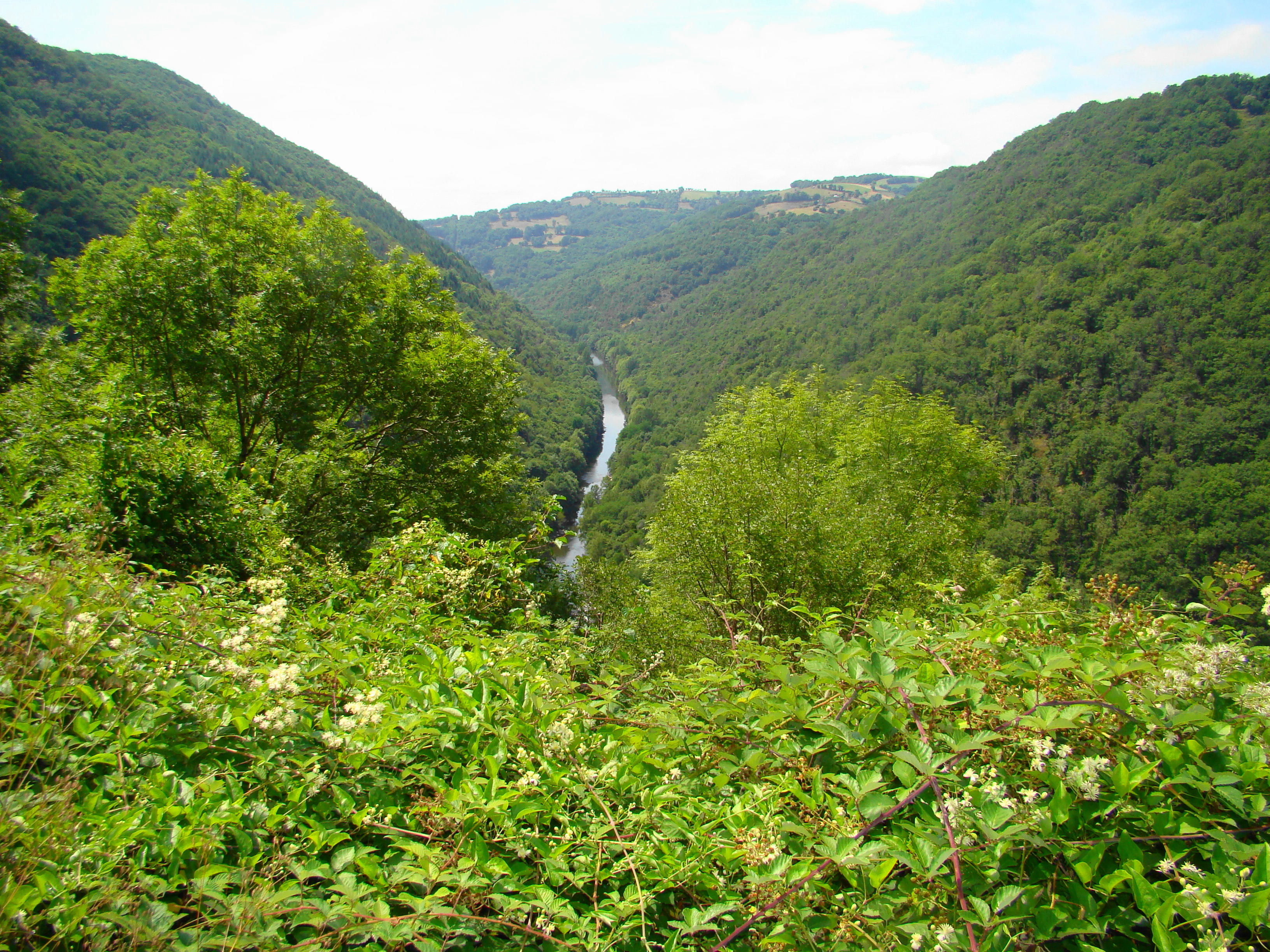
Река Вьор
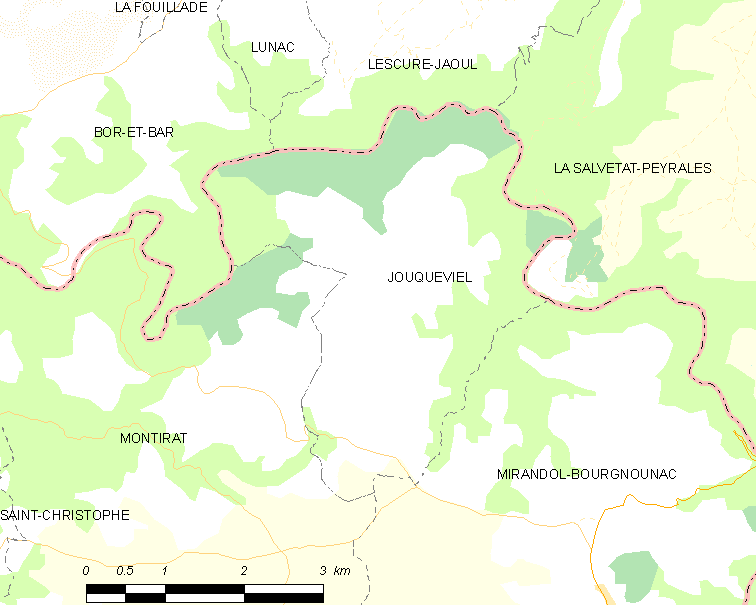
Карта коммуны